# Acido esafluorofosforico
L'acido esafluorofosforico è il composto inorganico con formula HPF6. Il composto puro non è isolabile a temperatura ambiente. Commercialmente è disponibile in soluzione acquosa al 60-70%. È un acido di Brønsted forte e contiene l'anione PF6−, un anione molto stabile in soluzione e tipicamente non coordinante.

## Sintesi
L'acido esafluorofosforico fu isolato per la prima volta nel 1928 trattando pentossido di fosforo con acido fluoridrico acquoso.
Si può produrre in vari modi, tra i quali:
P2O5 + 12 HF → 2 HPF6 + 5 H2O
H3PO4 + 6 HF → HPF6 + 4 H2O
H3PO4 + 3 CaF2 + H2SO4 → HPF6⋅4 H2O + 3 CaSO4

## Proprietà
Isolato a bassa temperatura, HPF6 concentrato anidro ha l'aspetto di un liquido oleoso incolore. Questo composto non è stabile a temperatura ambiente, e si dissocia rapidamente formando HF e PF5.
In soluzione a temperatura ambiente l'acido esafluorofosforico è invece stabile. Le soluzioni disponibili in commercio contengono il 60-70% di HPF6; nella soluzione sono presenti complessi equilibri coinvolgenti le specie HF, HPO2F2, HPO3F e H3PO4. Raffreddando rapidamente la soluzione concentrata (in modo da impedire il ristabilirsi degli equilibri) si può isolare un solido igroscopico con punto di fusione di 31,5 ºC, considerato comunemente come l'esaidrato HPF6⋅6 H2O. Questo esaidrato cristallizza con struttura tipo clatrato, con gabbie a forma di ottaedro troncato contenenti ioni PF6−. Successivi studi RNM hanno tuttavia indicato che il reticolo contiene una certa quantità di HF, e di conseguenza la composizione di questo materiale è meglio descritta come H3O+PF6−⋅HF⋅4H2O.
Per progressiva diluizione l'acido esafluorofosforico dà luogo a idrolisi, e il prodotto finale è acido fosforico.

## Applicazioni
L'acido esafluorofosforico ha svariati impieghi come catalizzatore, come agente fluorurante e come fungicida. È anche molto usato per la sintesi di numerosi esafluorofosfati, come ad esempio LiPF6 e KPF6, usati nelle batterie al litio.